# Villa Paulus
Villa Paulus (čp. 593) je jedna z nejstarších vil na Prunéřovském předměstí v Kadani. Nachází se na rohu ulic Kapitána Jaroše (dříve Nádražní třída) a 5. května (dříve Hofmannova). Výstavba vily byla dokončena roku 1885. Zadavatelem projektu byl významný kadaňský rukavičkář August Paulus. Projekt vypracoval a realizaci provedl kadaňský architekt a stavitel Josef Peter.

## Historie

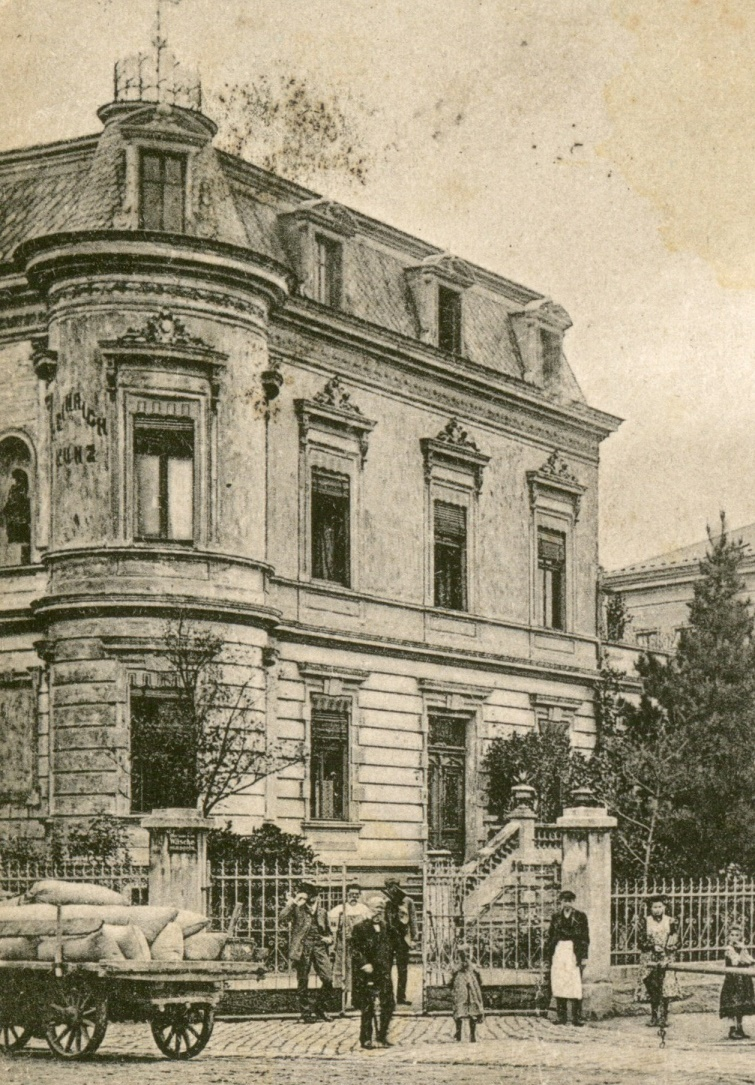
Villa Paulus (Kpt. Jaroše čp. 593, Kadaň) - fotografie okolo roku 1910

### Výstavba
Villa Paulus je vystavěna v novorenesančním stylu. Lze ji označit jako tzv. rukavičkářskou vilu, protože součástí komplexu budov bylo kromě obytné vily také několik rukavičkářských dílen tvořících malou fabriku. Směrem do Nádražní třídy se nachází půlkulaté ozdobné nárožní věže, které společně s venkovním přístupovým schodištěm a bytelným litinových plotem mohou svým honosným vzhledem přiblížit vilu malému zámečku.

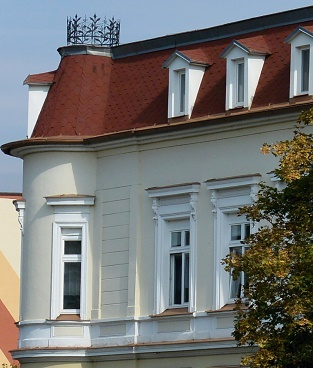
Villa Paulus (Kpt. Jaroše čp. 593, Kadaň) - detail

### Majitelé
Prvním majitelem vily byl kadaňský rukavičkář August Paulus, který její výstavbu svěřil kadaňskému staviteli Josefu Peterovi. Vila byla dokončena roku 1885, tedy v době, kdy Paulusova fabrika již dodávala zboží například do rakousko-uherské císařské metropole Vídně. Jak podnik prosperoval, dočkala se vila již roku 1887 rozšíření o další obytné i výrobní prostory, které byly opatřeny i vlastní číslem popisným (čp. 605). Exportní úspěchy této fabriky pokračovaly i v následujících letech. Paulus tak vlastnil třetí největší rukavičkářskou firmu v Kadani hned po Josefu Richterovi a Florianu Panhansovi.
Od roku 1889 se stává Paulus dodavatelem zboží do obchodu a vzorového skladu Richarda Borberga v Hamburku, který sídlil na prestižní adrese v Radniční ulic přímo v centru této německé přístavní metropole. Mezi produkty vyráběné Paulusovou kadaňskou fabrikou tehdy patřily elegantní glacé rukavičky (společenské rukavičky z jemné hlazené usně z jehnětiny nebo kůzlečiny), ale také řada speciálních rukavic, mezi nimi rukavice jezdecké a řidičské, pro automobilisty i cyklisty. Přičemž automobilové řidičské rukavice byly tehdy na trhu úplnou novinkou. Nutno také dodat, že Hamburská firma Borberg měla pouze 17 exkluzivních dodavatelů a August Paulus byl jediným dodavatelem, který své zboží vyráběl mimo Německo. Ochrannou známkou Paulusovy firmy byla šesticípá hvězda s hlavou kamzíka.
Část vily Paulus také pronajímal. Roku 1894 zde byl penzionovaný gymnasiální profesor Alois Wolf se svou manželkou Annou, nebo rukavičkáři Franz a Johann Schröterovi, bratři, původem z krušnohorské Kovářské.
Počátkem 20. století, podle všeho po smrti Augusta Pauluse, se vila stává majetkem jiného kadaňského rukavičkáře Heinricha Kunze. Kunzova firma fungovala již od roku 1880 a rukavičkářský komplex s Villou Paulus se tak stal jeho novou hlavní fabrikou. Také podnikání Heinricha Kunze bylo velmi prosperující. Roku 1906 slavil úspěch, když jeho rukavičky vyhrály zlatou cenu na Německočeské výstavě v Liberci (Deutschböhmische Ausstellung Reichenberg), která byla reakcí českých Němců na Jubilejní zemskou výstavu konanou roku 1891 v Praze. Firma Heinricha Kunze se mimo jiné specializovala na výrobu důstojnických rukavic, ty byly dodávány rakousko-uherské armádě a později i armádě československé. Dále nabízel široký sortiment elegantních rukaviček z prané kůže a z kůže divokých zvířat i různé druhy pracovních rukavic. Součástí fabriky byla tehdy také elektrifikovaná brusírna a barvírna vybavená nejmodernější technikou. Svým zbožím zásoboval také aristokracii, například hrabata z rodu Kinských v Chlumci nad Cidlinou, jak o tom vypovídá dochovaná faktura z roku 1921. Ochrannou známkou Kunzovy firmy byly dvě zkřížené rukavice s prsty směřujícími dolů. Roku 1923 je Heinrich Kunz uváděn jako jediný majitel vily. V roce 1936 byl spoluvlastníkem jeho bratr Alfred Kunz.
Hned po skončení Druhé světové války byla vila zkonfiskována a roku 1947 vyčleněna pro užívání veřejným institucím.